# Старєва Анна Михайлівна
Старєва Анна Михайлівна (2 січня 1961, м. Миколаїв) — український педагог, директор Миколаївського обласного інституту післядипломної педагогічної освіти (2010—2016), кандидат педагогічних наук, доцент навчально-наукового інституту історії, політології та права Миколаївського національного університету імені В. О. Сухомлинського (2016—2017).

## Навчання
А.Старєва закінчила Миколаївський державний педагогічний інститут.
В 2004 році захистила кандидатську дисертацію за спеціальністю 13.00.04 — «Теорія і методика професійної освіти». Тема дисертації: «Підготовка майбутнього вчителя історії до реалізації особистісно орієнтованого навчання».

## Трудова діяльність
Працювала директором Миколаївського обласного інституту післядипломної педагогічної освіти (2010—2016). Потім перейшла на посаду доцента навчально-наукового інституту історії, політології та права Миколаївського національного університету імені В. О. Сухомлинського (2016—2017).
У жовтні 2017 року вона перейшла на роботу до Університету «Україна».

## Наукова діяльність
Коло наукових інтересів:
- регіональні аспекти розвитку освіти: історія, сучасність;
- шкільна суспільствознавча освіта та методична підготовка вчителя суспільствознавчих дисциплін;
- методологічні підходи до змісту професійно-педагогічної й методичної підготовки майбутнього вчителя;
- післядипломна освіта: стан, проблеми, способи розвитку[2].

### Публікації
- Компетентнісно зорієнтована освіта і наука в системі підвищення кваліфікації педагогічних кадрів: навчально-методичний посібник / автор та укладач А. М. Старєва. — Миколаїв: МОІППО, 2010. — 180 с.
- Старєва А. М. Аксіологічна змістова формування предметно-методичної компетентності майбутнього вчителя історії та суспільствознавства / А. М. Старєва // Теоретико-методологічні засади діяльності університету як центру духовного розвитку особистості: монографія / за заг. ред. Будака В. Д. — Миколаїв: МОІППО, 2010. — 360 с.
- Старєва А. М. Формування предметно-методичної компетентності вчителя суспільствознавства: нормативно-категоріальне наповнення змісту проблеми / А. М. Старєва // Педагогическая жизнь Крыма. — 2011. — № 1‑3 (92-94). — С. 55-59.
- Старєва А. М. Формування предметно-методичної компетентності вчителя в умовах підготовки та підвищення кваліфікації вчителя / А. М. Старєва // Післядипломна освіта в Україні. — 2011. — № 1(18). — С. 67-72.
- Старєва А. М. Аксіологічне наповнення процесу формування предметно-методичної компетентності майбутнього вчителя історії та суспільствознавства /А. М. Старєва // Обрії. — 2011. — № 1(32).
- Старєва А. М. Особистісно орієнтоване навчання як провідна ідея гуманістичної парадигми освіти /А. М. Старєва // Розвиток психолого-педагогічних компетенцій учителя (порадник учасникам Всеукраїнського конкурсу «Учитель року»): навч.-метод. посібник. У 2 кн. — Миколаїв: МОІППО, 2011. — Книга 2. — С. 5-21.
- Старєва А. М. Сутність особистісно зорієнтованої освіти: практичний аспект / А. М. Старєва // Розвиток психолого-педагогічних компетенцій учителя (порадник учасникам Всеукраїнського конкурсу «Учитель року»): навч.-метод. посібник. У 2 кн. — Миколаїв: МОІППО, 2011. — Книга 2. — С. 22-35.
- Старєва А. М. Розвиток шкільного суспільствознавства та відповідної методичної підготовки майбутнього вчителя у 80-ті рр. ХХ століття / А. М. Старєва // Вересень. — 2011. — № 1-2 (54-55). — С.74-81.
- Старєва А. М. Шкільна суспільствознавча галузь й предметно-методична підготовка майбутнього вчителя суспільствознавства в роки незалежності України (початок 90-х рр. — до сьогодні) / А. М. Старєва // Вересень. — 2011. — № 1-2 (54-55). — С.124-131.
- Старєва А. М. Розвиток шкільного суспільствознавства в Україні та підготовка вчителів до його викладання (ретроспективний аналіз): навчально-методичний посібник / А. М. Старєва. — Миколаїв: МОІППО, 2011. — 144 с.
- Старєва А. М. Теоретико-методологічні засади ступеневої підготовки вчителя суспільствознавства / А. М. Старєва // Педагогічний альманах: збірник наукових праць / редкол. В. В. Кузьменко (голова) та ін. — Херсон: РІПО, 2011. — Вип. 12. — Ч. 3. — С. 179—184.
- Старєва А. М. Методика навчання історії: особистісно орієнтований підхід: навчальний посібник

/ А. М. Старєва. — Миколаїв: Вид-во «МОІППО», 2011. — 310 с.
- Методика навчання суспільствознавства [Текст]: навчально-методичний посібник / А. М. Старєва. — Миколаїв: Іліон, 2013. — 484 с.
- Інтерактивна технологія навчання історії// Інноваційні технології на сучасному уроці [Текст]: навчально-методичний посібник / Старєва А. М., Нор К. Ф., Якименко С. І. та ін.. ; [за заг. ред.. К. Ф. Нор]. — Миколаїв: ОІППО, 2013. — 140 с.